# Île d'Ewe
Pour les articles homonymes, voir Ewe.
L'île d'Ewe, en anglais Isle of Ewe, en gaélique écossais Eilean Iùbh, est une île du Royaume-Uni située en Écosse.

## Toponymie
En anglais, ewe signifie « brebis ». La prononciation de isle of Ewe en anglais est, à l'accentuation près, identique à celle de l'expression I love you (« je t'aime »), ce qui en fait un lieu prisé pour les déclarations d'amour.

## Géographie
L'île d'Ewe est située dans le Nord-Ouest de l'Écosse, au Royaume-Uni, dans le Council Area de Highland. L'île est baignée par le loch Ewe, un loch maritime de The Minch, une baie de l'océan Atlantique. D'une superficie de 3,74 km2, elle culmine à 73 mètres d'altitude au Sgeir a' Bhuic.

## Démographie
En 2011, l'île d'Ewe est peuplée de sept habitants contre onze en 2001.

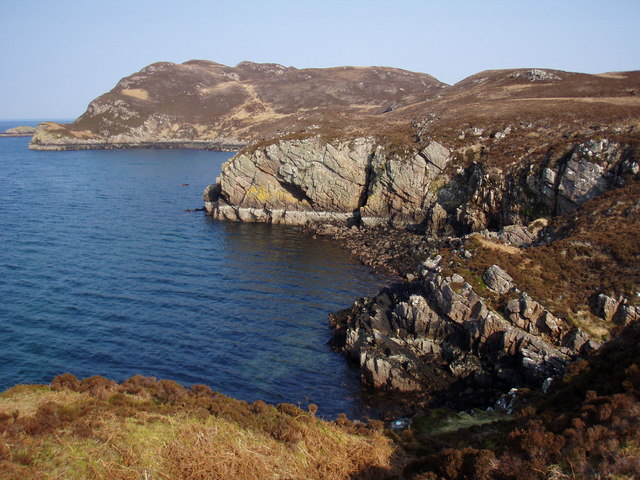
Vue de la côte occidentale de l'île d'Ewe.